# سیارک ۱۹۹۹۸۶
سیارک ۱۹۹۹۸۶ (به انگلیسی: 199986 Chervone، نامگذاری:2007JD21) صد و نود و نه هزار و نهصد و هشتاد و ششمین سیارک کشف شده‌است که در ۹ مه ۲۰۰۷ کشف شد.